# Frostbite
| Críticas profissionais | Críticas profissionais |
| Avaliações da crítica  | Avaliações da crítica  |
| Fonte                  | Avaliação              |
| ---------------------- | ---------------------- |

Frostbite é um jogo para Atari 2600, fabricado pela Activision, mais precisamente pelo programador: Steve Cartwright. O nome do jogo deriva da mesma palavra em inglês, “Frostbite” que significa algo como "o congelamento do corpo em temperaturas muito baixas".

## O Jogo
Em Frostbite, o player controla o personagem “Frostbite Bailey”, que está no meio do Ártico. Por conta do frio, você deve ajudar “Frostbite Bailey” a construir seu iglu antes que a temperatura se torne muito baixa e mate o personagem por hipotermia. Para construir seu iglu, você deve ir pulando nos blocos de gelo de um perigoso lago gelado, fugindo de criaturas marinhas e ursos polares. Estes blocos de gelo estão em correntes marítimas diferentes, e por isso vão para em direções opostas. Passava-se de fase ao se terminar o iglu e entrar nele.
Existia um tempo pré-determinado para conseguir executar essa ação e a cada fase mais dificuldades eram apresentadas. E quanto menos tempo conseguir completar as fases mais ganha pontos 
O ano de fabricação do cartucho aparentemente foi 1983. Diversas empresas o fabricaram, entre elas a Polivox e CCE (no Brasil).
Assim como em outros títulos da Atari na época, era possível ser reconhecido pelo bom desempenho no jogo. Se jogadores enviassem fotos das TVs com o placar de pelo menos 40 mil pontos, elas ganhavam o emblema “Arctic Architect (Arquiteto do Ártico) em português.

## Premiação "Arctic Architects"
O jogador que enviasse para a Activision, uma fotografia da tela da sua tv, provando que havia atingido 40 mil pontos em Frostbite. Era reconhecido como "Arquiteto Ártico", e condecorado com o recebimento de um emblema oficial da premiação.

## Relançamento
Em 2010, o jogo foi relançado, graças ao serviço Game Room da Microsoft para o Xbox 360, PC e Windows Phone. Era basicamente um fliperama emulado, mas contava com uma ferramenta semelhante às Conquistas/Achievements do Xbox, além do placar online para competir com os amigos.